# Cassa San Giacomo
La Cassa san Giacomo di Caltagirone era un istituto di credito fondato da un gruppo di 19 Soci Cooperativisti, tra cui anche Felice e Luigi Sturzo il 3 ottobre 1896 con il nome originario di Cassa Rurale San Giacomo per garantire l'accesso al credito nel territorio comunale. Subì una serie di vicissitudini in epoca fascista, a causa dello scarso collaborazionismo dei vertici della banca col regime fascista, dalle quali si salvò solo grazie a Silvio Milazzo, che intervenne in prima persona per garantire la continuità delle operazioni.
A partire dagli anni '60 del secolo scorso sotto la guida del presidente Salvatore Foti, l'istituto di credito riuscì ad espandersi notevolmente sul territorio coprendo numerosi comuni del comprensorio del calatino nella Provincia di Catania e delle province limitrofe.
Nel 2002, in seguito all'acquisizione da parte del Gruppo Credito Valtellinese, le sue attività e le filiali della Cassa San Giacomo confluirono nel Credito Siciliano, mentre la variazione della denominazione sociale in Mediocreval S.p.A. avvenne nel 2005.